# The Sims (videohra)
The Sims je počítačová hra, která vytvořila nový samostatný žánr – simulátor života.[zdroj⁠?!]

## Základní popis
Hráč měl na starost jednu nebo více osob (Simíky), kterému ze začátku hry postavil nebo koupil dům a musel se starat o jeho potřeby, které byly vyjádřeny ukazateli nálady, čistoty, společnosti, hladu, únavy, zábavy, prostředí apod. Pokud Simík měl některý z ukazatelů v kritickém stavu, nejdříve protestoval. Později, pokud měl například zanedbanou hygienu, začal zapáchat, pokud byl velmi unavený, mohl usnout ve stoje nebo omdlít, pokud měl kritické hodnoty na ukazateli potřeby toalety, tak se počůral.
Hráč měl k dispozici 3 herní módy:
- Život, ve kterém se o Simíka staral, nechával ho chodit do práce, vařit, číst noviny, prostě žít (i když regulovanými příkazy)
- Nákup byl určen pro vybavení domácnosti nebo exteriéru předměty (stůl, židle, sporák, sprcha...)
- Stavbu, kdy se čas v Simíkově světě zastavil a hráč mohl stavět/bourat dům, upravovat terén zahrady, stavět bazén apod.

Ve hře bylo kromě předdefinovaných postav možné si vytvořit vlastní postavu nebo celou rodinu. Oproti The Sims 2 v prvním dílu bylo možné sice vychovat v rodině dítě, ale to nikdy nedospělo a dospělí jedinci nestárli, mohli však zemřít následkem dlouhodobého zanedbání.

## Rozšíření
Hra si získala obrovské zástupy fanoušků bez rozdílu pohlaví. Maxis navíc nechal otevřená vrátka modifikacím a tak se postupně začaly objevovat nejen nové oblečky, ale i simíci vytvoření podle slavných postav, celé parcely s domy. Nakonec i obrovská řada různého vybavení pro simíkův dům.
Kromě těchto drobných úprav se začaly objevovat i různé patche, které hru upravovaly. Například Simové automaticky vynášeli koš nebo při převlékání neměli digitalizované choulostivé partie (Nude patch).
Aby toho nebylo málo, Maxis začal postupně vydávat datadisky, které rozšiřovaly hru o další místa a samozřejmě opět předměty, šaty, účesy, budovy. Simíci tak mohli odjet na dovolenou v The Sims: Vacation nebo uspořádat pořádný večírek s datadiskem The Sims: House Party.
Hra od prvních sérií získala mezi hráči milióny fanoušků, kteří vytvořili různé vlastní hráčské youtube kanály nebo časopisy.